# مسرحية السنة الأولى
هي مسرحية كوميدية أمريكية في عام 1920 كتبها فرانك كرافن وأنتجها جون جولدن وأخرجها وينشل سميث في برودواي وقد حققت نجاحًا في برودواي أيضًا؛ حيث قدمت 729 مرة.

## معلومات عن المسرحية
عُرضت المسرحية المكونة من ثلاثة فصول التي تتمحور حول السنة الأولى من الحياة الزوجية في برودواي في Little Theatre لـ 729 عرضًا من الأربعاء 20 أكتوبر 1920 حتى 17 يونيو 1922 (قبل الافتتاح في برودواي تم تقديم الأداء في مسرح أبولو في أتلانتيك سيتي في نيو جيرسي في 7 أكتوبر 1920.
كان أكبر عرض لبرودواي لذلك الموسم وعندما انتهى أخيرًا كان ثالث أطول عرض في تاريخ برودواي حتى ذلك الوقت، تلقى ملاحظات إيجابية عند صدوره حتى أن الناقد ألكسندر وولكوت وصفها بأنها "واحدة من أفضل المسرحيات الكوميدية التي كتبها مؤلف أمريكي على الإطلاق إن لم تكن الأفضل".
ذهبت الشركة في جولة بعد الانتهاء من نيويورك.
تم تنظيم إنتاج في لندن في عامي 1926-1927 الذي افتتح فيه مسرح أبولو في 26 نوفمبر 1926 وانتقل إلى مسرح أمير ويلز في 27 مارس 1927 بإجمالي عروض بلغت 180 عرضًا.
نظمت مكتبة Equity عملية إحياء للمسرحية في نيويورك عام 1947.

## تعديلات الفيلم
تم تعديله وتحويله إلى فيلم يحمل الاسم نفسه في عامي 1926 و1932.

## طاقم الممثلين
روبرتا أرنولد في دور جريس ليفينجستون
وليام سامبسون في دور السيد ليفينغستون
مود جرانجر في دور السيدة ليفينغستون
تيم مورفي في دور دكتور أندرسون
ليستر تشامبرز في دور ديك لورينج
فرانك كرافن في دور توماس تاكر
ليلى بينيت في دور هاتي
هيل نوركروس في دور السيد بارستو
Merceita Esmonde بدور السيدة بارستو